# Ed Jones (giocatore di football americano)
Ed Lee Jones, detto Too Tall (Jackson, 23 febbraio 1951), è un ex giocatore di football americano statunitense che ha militato nel ruolo di defensive end per quindici stagioni nei Dallas Cowboys della National Football League (NFL). Fu la prima scelta assoluta del Draft NFL 1974. Nel 1979 tentò un ingresso nella boxe professionistica disputando sei incontri.

## Carriera professionistica

### Dallas Cowboys
Nel draft del 1974, per la prima volta nella loro storia, i Dallas Cowboys detenevano la prima scelta assoluta. I Cowboys l'avevano ottenuta dagli Houston Oilers in cambio di Tody Smith e Billy Parks. Essi usarono la chiamata per scegliere Jones, il primo giocatore proveniente da un college storicamente riservato ad afroamericani a venire scelto così in alto.
Jones divenne il defensive end sinistro titolare durante la sua seconda stagione nel 1975 e nel 1977 aiutò i Cowboys a vincere il Super Bowl XII. Dopo aver passato cinque annate ai Cowboys dal 1974 al 1978, Jones all'età di 28 anni e all'apice della forma atletica lasciò il football per tentare una carriera nella boxe professionistica, dove, come peso massimo, vinse sei incontri (5 per knock-out) contro avversari modesti.
Jones tornò a giocare a Dallas nella stagione 1980, sostituendo John Dutton come defensive e giocando meglio che nella sua prima parentesi coi Cowboys.
Ed fu inserito nella formazione ideale della stagione All-Pro dal 1981 e 1983 e si ritirò nel 1989 senza aver mai saltato una gara. Tuttora è il giocatore dei Cowboys ad aver disputato più partite con la squadra (232).
Jones fu uno dei difensori più dominanti della sua epoca, disputando 16 gare di playoff e tre Super Bowl.
La NFL non tenne conto dei sack come statistica ufficiale fino al 1982; malgrado ciò i Cowboys conteggiavano la statistica in maniera non ufficiale prima di quell'annata. Secondo le statistiche della franchigia, Jones terminò con un totale di 106 sack (terzo nella storia della squadra) mentre ufficialmente ne detiene 57. Attualmente si trova al quinto posto della storia della franchigia con 1.032 tackle.

## Palmarès
- Vincitore del Super Bowl XII
- (3) Pro Bowl (1981, 1982, 1983)
- (3) All-Pro (1981, 1982, 1983)
- PFWA All-Rookie Team - 1974

## Statistiche
| Partite totali    | 232   |
| Tackle totali     | 1.032 |
| Intercetti fatti  | 3     |
| Fumble recuperati | 19    |